# Marriage, Not Dating
Marriage, Not Dating (en hangul, 연애 말고 결혼; en hanja, 戀愛말고結婚) también conocida como Let's Get Married y en español como Matrimonio, noviazgo no, es una serie de televisión surcoreana emitida originalmente durante 2014 y protagonizada por Yeon Woo Jin, Han Groo, Jeong Jinwoon, Han Sunhwa, Heo Jung Min y Yoon So Hee.
Fue transmitida por tvN desde el 4 de julio hasta el 23 de agosto de 2014, finalizando con una longitud de 16  episodios, al aire las noches de los días viernes y sábados a las 21:55 (KST).

## Argumento
El millonario cirujano plástico Gong Gi Tae (Yeon Woo Jin) de 33 años, no posee ningún interés en casarse, mientras que por otro lado el matrimonio lo es todo para la muchacha Joo Jang Mi (Han Groo), una empleada de una tienda de una marca de lujo, que a sus 29 años tiene miedo a quedarse sola. Gi Tae en un esfuerzo para hacer que sus padres lo manden constantemente a citas a ciegas y que dejen de tener perspectivas de matrimonio, a propósito trae Jang Mi a su casa para conocer a sus padres haciéndose pasar por su novia, con la certeza de que nunca la van a aprobar.

## Elenco

### Principal
- Yeon Woo Jin como Gong Ki Tae.
- Han Groo como Joo Jang Mi.[3]
- Jeong Jin-woon como Han Yeo Reum.
- Han Sun Hwa como Kang Se Ah.
- Heo Jung Min como Lee Hoon Dong.
- Yoon So Hee como Nam Hyun Hee.[4]

### Secundario
- Kim Hae Sook como Shin Bong Hyang.
- Kim Kap-soo como Gong Soo-hwan.
- Im Ye Jin como Na So Nyeo.
- Park Jun Gyu como Joo Kyung Pyo.
- Park Hee Jin como Gong Mi Jung.
- Kim Young-ok como Noh Geum Soon.
- Lee Bo Hee como Madre de Hoon Dong.
- Choi Hyun como Chef Uhm.
- Lee Yeon Kyung como Amante de Soo Hwan.
- Park Myung-hoon.

### Apariciones especiales
- Lee Han-wi.
- Nam Jihyun.
- Choi Dae-chul como el amigo de Lee Hoon-dong.
- Heo Jun.
- Ahn Hae Sook.
- Kim Jung Min.
- Julien Kang.
- Ko Kyu-pil (ep. #14).

## Banda sonora
1. Stop the Love Now (연애는 이제 그만) – Ben
2. Love Lane – Mamamoo
3. Just One Day (하루만) – Son Ho Young y Danny Ahn
4. Hope and Hope (바라고 바라고) – Kim Na Young
5. Stop the Love Now (연애는 이제 그만) (versión rock) – Han Groo y 2morro
6. Call My Name – Han Byul de LEDApple
7. Just One Day (하루만) (versión en solitario) – Son Ho Young
8. Hope and Hope (바라고 바라고) (versión de la guitarra) – varios artistas
9. Love Lane (Inst.) – varios artistas
10. Sugar Sugar – varios artistas
11. Ro-Comic – varios artistas
12. What's Up? – varios artistas
13. Hoon-Dong's Theme – varios artistas
14. Farewell Talk (이별얘기) – varios artistas
15. Love Knots – varios artistas

## Premios y nominaciones
| Año  | Premio                                       | Categoría          | Nominado      | Resultado |
| ---- | -------------------------------------------- | ------------------ | ------------- | --------- |
| 2014 | 16th Seoul International Youth Film Festival | Mejor actor joven  | Jeong Jinwoon | Nominado  |
| 2014 | 16th Seoul International Youth Film Festival | Mejor actriz joven | Han Sunhwa    | Nominada  |

## Emisión internacional
- Birmania: SKYNET International Drama.
- Filipinas: ABS-CBN.
- Hong Kong: TVB Korean Drama.
- Malasia: TV9.
- Singapur: Channel U.
- Taiwán: GTV.